# Park Tae-min
Đây là một tên người Triều Tiên, họ là Park.
Park Tae-min (tiếng Hàn Quốc: 박태민; sinh ngày 21 tháng 1 năm 1986) là một cầu thủ bóng đá Hàn Quốc hiện tại thi đấu và làm đội trưởng của Seongnam FC chủ yếu ở vị trí hậu vệ trái, mặc dù anh thuận chân phải và có thể thi đấu ở vị trí hậu vệ phải.

## Sự nghiệp câu lạc bộ
Park là một cầu thủ tuyển của Suwon Bluewings tham dự mùa giải K League 2007. Ít thi đấu cho Suwon, Park chuyển sang Busan I'Park mùa giải 2011, và trở thành cầu thủ ra sân thường xuyên cho câu lạc bộ mới. Ngày 5 tháng 1 năm 2012, anh rời Busan để đến Incheon United.